# Leptinotarsa texana
Leptinotarsa texana  (лат.) — вид жуков-листоедов рода Leptinotarsa из семейства Chrysomelidae. Северная Америка: США (Техас). Известен как техасский картофельный жук (Texas Potato Beetle).

## Описание
Среднего размера жуки-листоеды (около 1 см), сходные с колорадским жуком. Тело овальное, выпуклое. Усики 11-члениковые. Максиллярные щупики состоят из 4 сегментов (вершинный членик нижнечелюстных щупиков короче предшествующего). Пронотум шире головы. Каждое жёлтое надкрылье с 4 полными чёрными полосками, идущими от основания к вершине. Первая полоска короче чем три другие, полоски 2, 3 и 4 соединяются у вершины.